# الرعاية الصحية للأمهات في ولاية تكساس

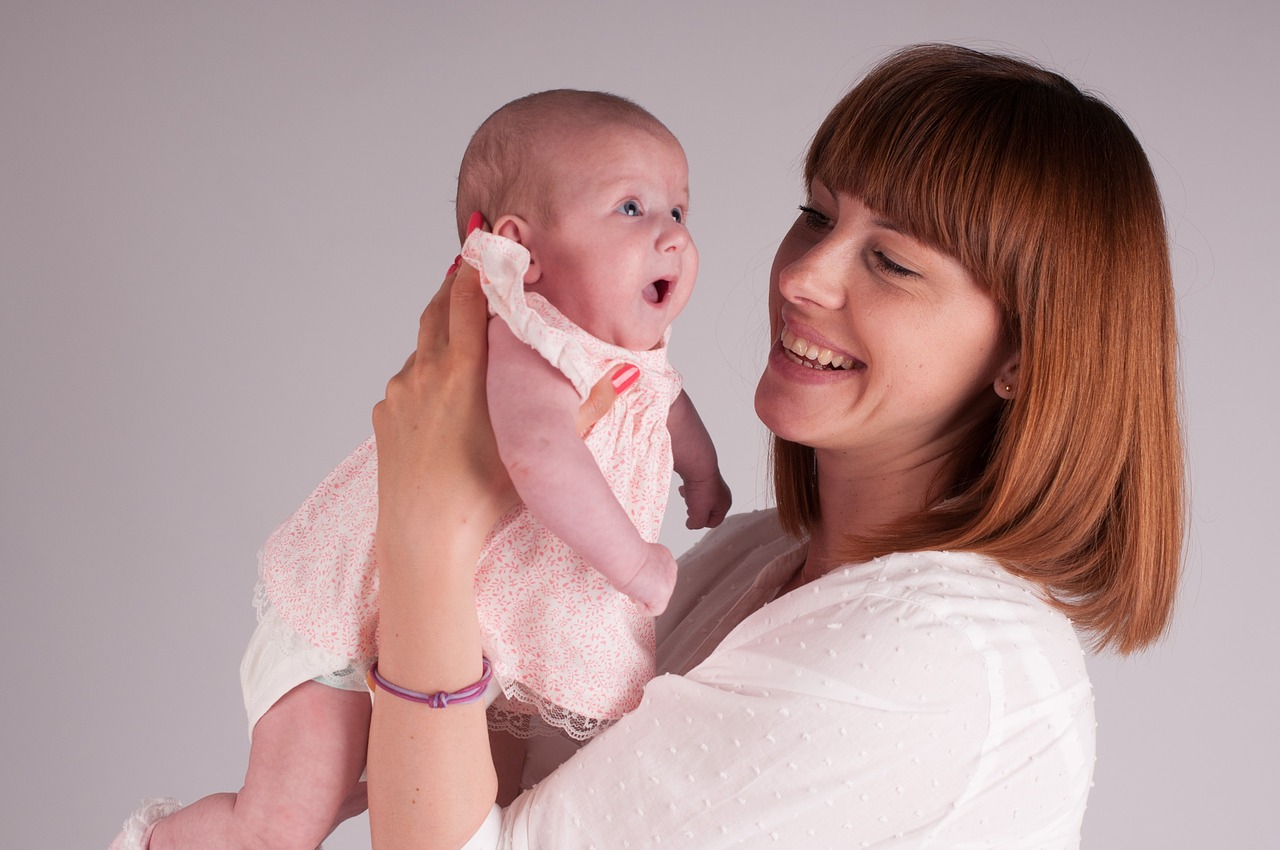

الرعاية الصحية للأمهات في تكساس تشير إلى توفير خدمات تنظيم الأسرة ، وخيارات الإجهاض ، والخدمات المتعلقة بالحمل ، والرعاية الصحية البدنية والعقلية للنساء أثناء فترات ما قبل الولادة وبعدها. إن توفير خدمات صحة الأمومة في كل ولاية يمكن أن يمنع ويقلل من حدوث وفيات الأمهات ووفيات الجنين.
خضع نظام الرعاية الصحية للأمهات في ولاية تكساس لتغييرات تشريعية في التمويل وتوفير خدمات تنظيم الأسرة والإجهاض ، فيما يتعلق بالولايات الأخرى في الولايات المتحدة. كما حظي النظام في تكساس باهتمام فيما يتعلق بمعدل وفيات الأمهات في الولاية ، وهو أعلى معدل في الولايات المتحدة في الوقت الراهن.ارتفعت وفيات الأمهات بشكل مطرد في تكساس من عام 2010 ، مع أكثر من 30 حالة وفاة لكل 100000 ولادة حية في عام 2014. وقد تم تحديد الديموغرافيا المتنوعة في ولاية تكساس كعامل واحد يسهم في معدل الوفيات هذا ، مع ارتفاع معدلات الوفيات بين الأقليات العرقية مثل النساء الأفريقيات من أصل أفريقي والنساء اللاتينيات. في عام 2013 ،  أنشأت تشريعات ولاية تكساس فرقة العمل المعنية بالوفيات والأمراض النفاسية للبدء في التحقيق في أسباب معدلات وفيات الأمهات في الولاية وكذلك اقتراح طرق يمكن تخفيضها أو تجنبها.